# Ceraarachnini
Ceraarachnini Simon, 1895 è una tribù di ragni appartenente alla famiglia Thomisidae.

## Distribuzione
I tre generi oggi noti di questa tribù sono diffusi in America meridionale (Ceraarachne  e Ulocymus); Africa (Simorcus) e Asia orientale (Simorcus).

## Tassonomia
A dicembre 2015, gli aracnologi riconoscono tre generi appartenenti a questa tribù:
- Ceraarachne Keyserling, 1880 - Brasile, Colombia
- Simorcus Simon, 1895 - Africa centrale, occidentale e meridionale (Congo, Namibia, Botswana, Zimbabwe, Guinea, Sudafrica, Tanzania), Cina, Yemen
- Ulocymus Simon, 1886 - Brasile

### Sinonimi
- Synstrophius Mello-Leitão, 1925; posto in sinonimia con Ceraarachne a seguito di un lavoro degli aracnologi Teixeira, Campos e Lise del 2014[1].